# Квинт Аниций Фауст
Квинт Аниций Фауст (на латински: Quintus Anicius Faustus) e политик и военачалник на Римската империя в края на 2 и началото на 3 век.
Роден е в Узапа (днес el-Ksour) и е вероятно син на Секст Аниций Сатурнин (* 130 г.) и Сея Максима (* 135 г.).
През 197 – 201 г. Фауст е легат в провинция Африка на III Августов легион. Служи на Limes Tripolitanus в Южна Нумидия и в Триполитания. В края на 198 и началото на 199 г. той е в Рим и става суфектконсул. През 205 г. Фауст е управител на провинция Горна Мизия, след това e проконсул на провинция Африка.
Фауст се жени за Везия Рустика (* 160 г.) или Сергия Павла, дъщеря на сенатора Луций Сергий Павел (има шест сенатори с това име). Той е баща на Квинт Аниций Фауст Павлин (* 180 г.), който става легат на Долна Мизия през 229/230 или 230/232 г.